# Ferrari GT4 2+2
La serie delle coupé 2 posti più 2 Ferrari GT4, con diverse sigle numeriche, venne prodotta dal 1972 al 1989.

## La 365 GT4 2+2 (1972-1976)
Progettata per sostituire la precedente 365 GT 2+2, la 365 GT4 2+2 venne presentata al pubblico nel 1972. Disegnata da Pininfarina, la grossa coupé di Maranello (che, nonostante la "dicitura" 2+2 aveva 4 posti veri: il passo era di ben 270 cm) proponeva linee tese e squadrate, certamente più alla moda, ma meno affascinanti rispetto a quelle del modello precedente.
Dal punto di vista tecnico, le novità rilevanti, erano l'adozione della versione con distribuzione bialbero per bancata (da cui il 4 nella sigla) del noto V12 di 4390 cm³ (alimentato da 6 carburatori) e del retrotreno a ruote indipendenti con triangoli sovrapposti (come l'avantreno) in luogo del vecchio ponte rigido.
Il cambio era manuale a 5 marce, il differenziale di tipo autobloccante mentre i freni erano a 4 dischi autoventilati.
Le prestazioni elevate (la potenza è di 340 CV) venivano fornite in tutta comodità. L'abitacolo era, inoltre, rifinito in maniera opulenta.
La mancata esportazione verso gli Stati Uniti d'America (per via della non rispondenza alle norme antinquinamento), limitò la produzione a soli 524 esemplari.

## La 400 GT (1976-1985)

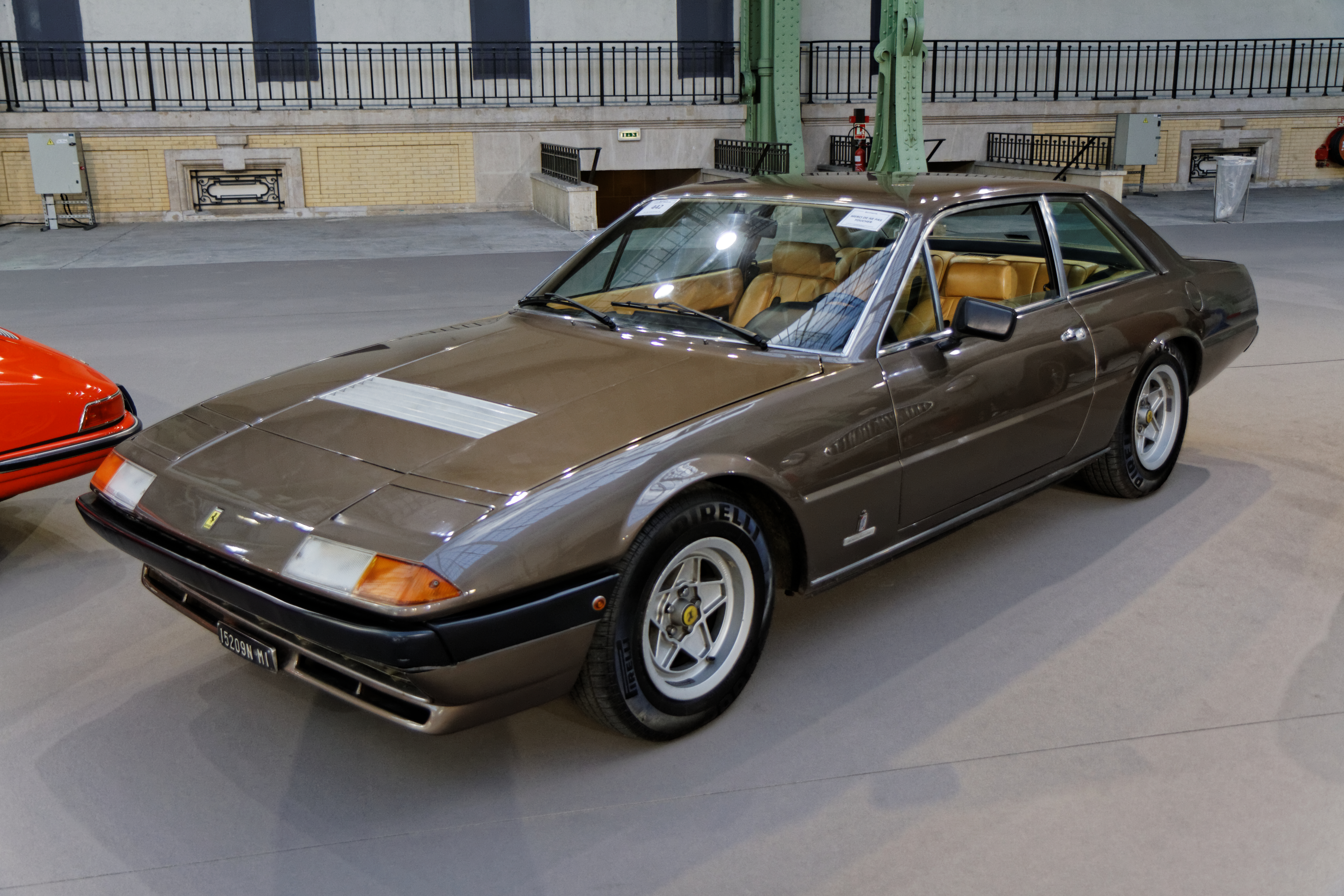
Ferrari 400GT

Al Salone dell'Automobile di Parigi del 1976 venne presentata la 400 GT, evoluzione della precedente 365 GT4. Esteticamente le modifiche erano assai limitate (nuovo spoiler anteriore, fendinebbia integrati e 4 luci di coda anziché 6), mentre meccanicamente c'erano parecchie novità.
Il V12, grazie ad un nuovo albero motore, vedeva crescere la propria cilindrata da 4390 a 4824 cm³ (ma la potenza rimaneva ferma a 340 CV) e le sospensioni posteriori disponevano ora della regolazione idropneumatica.
La novità più eclatante per la Ferrari era la disponibilità, a richiesta e senza sovrapprezzo, di un cambio automatico a 3 rapporti, in alternativa al manuale a 5.
La 400 GT venne prodotta fino al 1979 in 502 esemplari.
L'opportunità di avviare, finalmente, l'esportazione verso gli Stati Uniti, dove il modello avrebbe ottenuto i maggiori consensi, indusse nel 1979 la Ferrari ad abbandonare l'alimentazione a carburatori, rimpiazzata dall'iniezione elettronica. La potenza, per rientrare nel rispetto delle norme USA, scese a 315 CV.
La 400i, questo il nome del modello, non presentava altre variazioni di rilievo e venne prodotta, fino al 1985, in 1308 esemplari.

## La 412 (1985-1989)

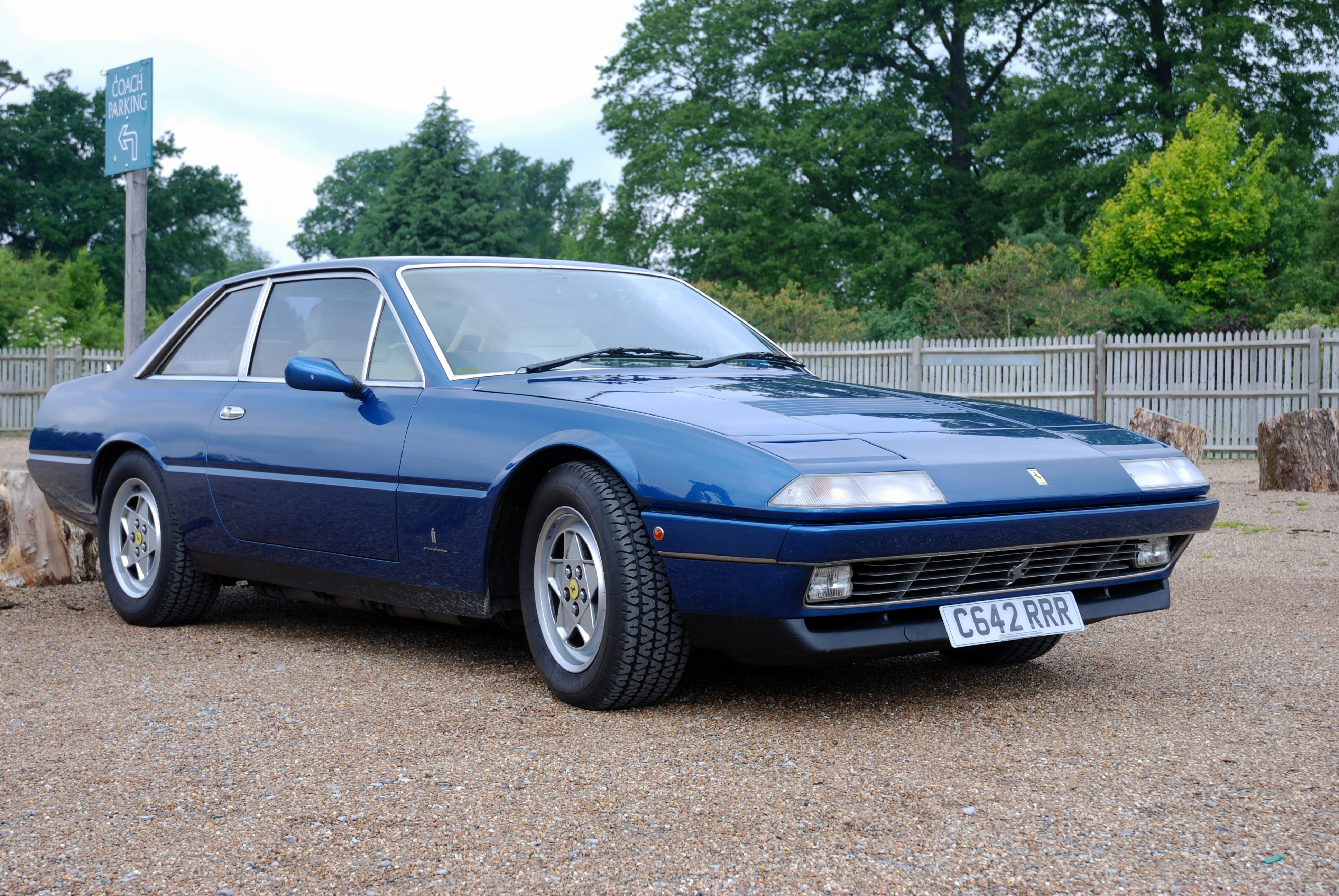
Ferrari 412

A metà degli anni ottanta, la 400i, squadrata e un po' anonima, era ormai datata e giù di tono. La Ferrari intervenne, limitandosi a ridisegnare i paraurti e gli interni e ad apportare novità tecniche, come l'incremento di cilindrata da 4824 a 4943 cm³ del V12 e l'adozione di serie dell'impianto ABS. Grazie all'aumento di cubatura la potenza tornò a 340 CV. La 412 (nuovo nome del modello) rimase in produzione fino al 1989 e venne costruita in 303 esemplari.

## Riepilogo produzione
La serie delle GT4 venne prodotta in 2637 esemplari, così suddivisi:
- 365 GT4:  524 esemplari
- 400 GT: 502 esemplari
- 400i: 1308 esemplari
- 412: 303 esemplari

## Scheda Tecnica
- Corpo vettura
  - Tipologia: coupé 3 volumi, 2 porte
  - Posti: 2+2
  - Scocca: telaio separato con traliccio centrale
  - Design: Pininfarina
- Motore
  - Posizionamento: Anteriore longitudinale
  - Architettura:  12 cilindri a V di 60°
  - Distribuzione: due alberi a camme in testa per ogni bancata
  - Induzione: 2 valvole per ogni cilindro
  - Cilindrata:
    - 365 GT: 4390 cm³
    - 400 GT: 4823 cm³
    - 400i: 4823 cm³
    - 412: 4942 cm³

  - Alimentazione: 
    - 365 GT e 400 GT: 6 carburatori doppio corpo Weber 38 DCOE
    - 400i e 412i: iniezione elettronica

  - Rapporto di compressione: 
    - 365 GT 400 GT e 400i: 8,8:1
    - 412i: 9,6:1

  - Potenza massima:
    - 365 GT: 252 kW a 6200 giri/min
    - 400 GT: 252 kW a 6500 giri/min
    - 400i: 232 kW a 6400 giri/min; 315cv a partire dal 1982
    - 412: 252 kW a 6000 giri/min

  - Coppia motrice Massima: 
    - 365 GT: 422Nm a 4100 giri/min
    - 400 GT: 421Nm a 4800 giri/min
    - 400i: 411Nm a 4200 giri/min
    - 412: 451Nm a 4000 giri/min

  - Lubrificazione: a carter umido (circuito forzato con pompa e coppa)
  - Raffreddamento: ad acqua.
- Telaio
  - Avantreno: a ruote indipendenti con triangoli sovrapposti e molle elicoidali
  - Retrotreno: a ruote indipendenti con triangoli sovrapposti e molle elicoidali, con regolazione pneumatica su 400 GT, 400i e 412
  - Ammortizzatori: idraulici telescopici
  - Freni: a 4 dischi autoventilati con servofreno e, su 412, ABS.
  - Sterzo: circolazione di sfere
- Trasmissione
  - Trazione: posteriore
  - Cambio di velocità: manuale a 5 marce o, in alternativa, automatico a 3 rapporti su 400 GT, 400i e 412.
- Dimensioni e masse'
  - Lunghezzaxlarghezza: cm 481x179 c
  - Passo: cm 270
  - Altezza: cm 132
  - Peso: 1805 kg (1884 kg versioni automatiche).
- Prestazioni
  - Velocità massima: 
    - 365 GT: 245 km/h
    - 400 GT: 250 km/h (245 km/h con cambio automatico)
    - 400i: 245 km/h (240 km/h con cambio automatico)
    - 412: 255 km/h (250 km/h con cambio automatico)

  - Consumo medio: 20 litri di benzina ogni 100 km